# 宇峻奧汀
宇峻奧汀科技股份有限公司，簡稱宇峻奧汀，是一家位於台灣新北市中和區的遊戲軟體公司，在2004年由施文進創辦的宇峻科技與居則文創辦的奧汀科技合併而成。
成立之初以研發自製中文版個人電腦遊戲為主要業務，曾經推出多款角色扮演遊戲與戰棋模擬遊戲，著名的單機遊戲系列作品包括超時空英雄傳說系列、幻想三国誌系列、三国群英传系列、新絕代雙驕系列等。2002年發表第一款大型線上遊戲神州Online ，之後自行開發著名的有三國群英傳Online、新絕代雙驕Online、火鳳三國Online、搓麻將Online等線上遊戲。
2025年初，宣布代理營運 Final Fantasy XIV 。
。

## 歷史
1995年5月，宇峻科技有限公司成立。2004年，宇峻科技合併奧汀科技及宇奧科技，正式成立了宇峻奧汀科技股份有限公司。2007年，宇峻奧汀成立日本子公司USERJOY JAPAN株式會社。2008年4月18日，宇峻奧汀股票於中華民國證券櫃檯買賣中心上櫃。

## 營運狀況

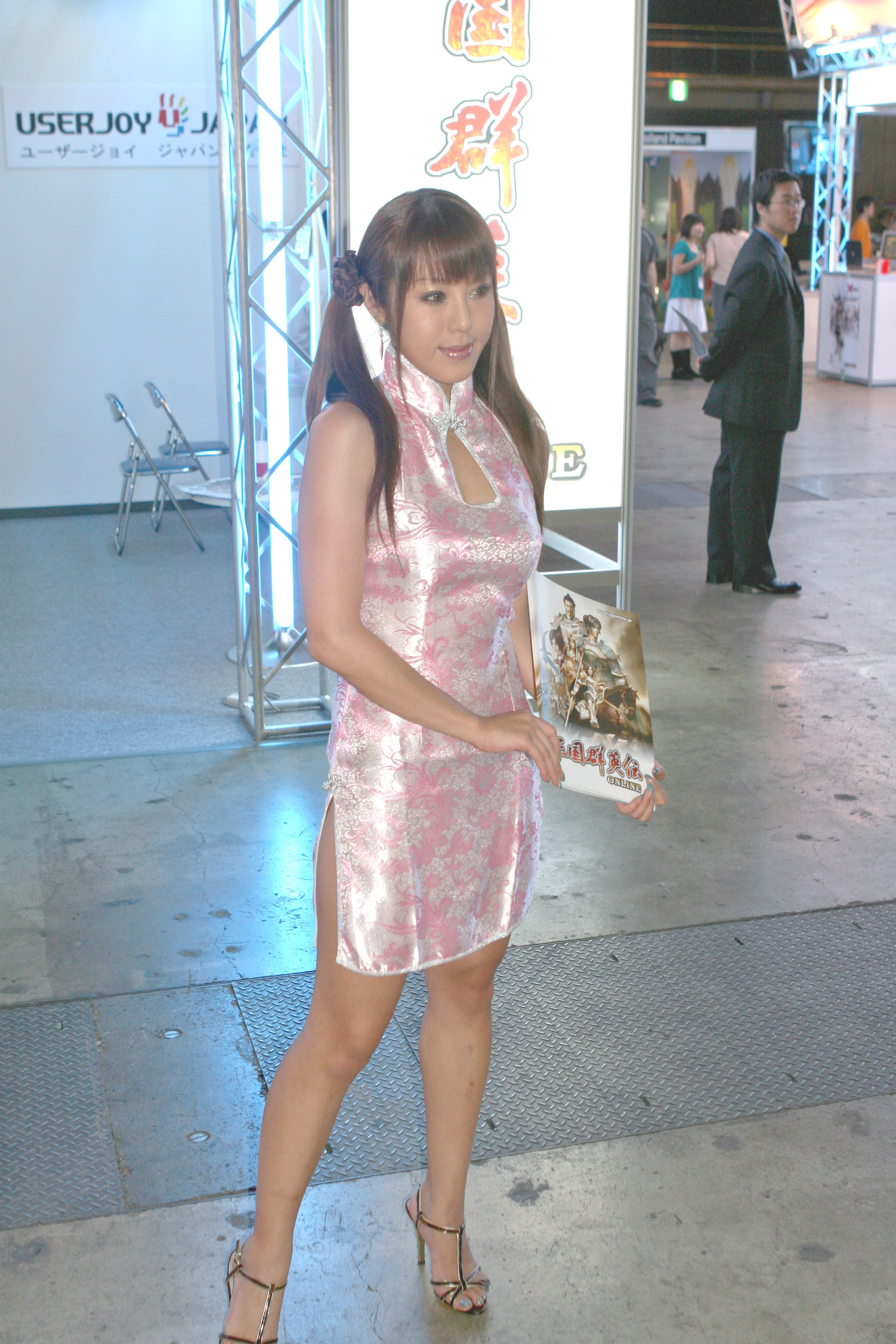
2007東京電玩展，USERJOY JAPAN攤位的宣傳模特兒。

宇峻奧汀早期主力在遊戲研發，而《三國群英傳online》、《天使之戀online》、《新絕代雙驕》營運方面委託遊戲新幹線營運，通路方面由智冠科技代理；後期研發的線上遊戲則均自行營運，如《三國群英傳2.5online》、《天使之戀2online》、《火鳳三國online》等。遊戲軟體發展了除電腦單機遊戲及線上遊戲外，包括家用主機、手機及VR等平台皆有開發。為了開拓日本遊戲市場，宇峻奧汀日本子公司UserJoy Japan於2008年2月開始營運。近年營運方向以品牌化多元拓展，研營一體全球發行多平台遊戲為主。

## 旗下作品

### 單機遊戲
| 系列作             | 初作上市日期 | 最新單機續作               | 最新續作上市日期 |
| 超時空英雄傳說系列 | 1996年4月    | 超時空英雄傳說III 狂神降世 | 2001年10月27日   |
| 三國群英傳系列     | 1998年       | 三國群英傳8                | 2021年1月15日    |
| 幻世錄系列         | 1998年8月    | 幻世錄2 魔神戰爭           | 2002年1月29日    |
| 新絕代雙驕系列     | 1999年10月   | 新絕代雙驕前傳             | 2006年10月25日   |
| 大富翁世界之旅系列 | 2000年       | 大富翁世界之旅3            | 2007年11月21日   |
| 幻想三國誌系列     | 2003年6月    | 幻想三國誌5                | 2018年4月25日    |

- 愛情研究院
- 楚留香新傳
- 異域狂想曲
- 幻想紀元
- 古文明霸王傳
- 極限狂飆
- 墮落天使
- 激戰足球學園
- 聖石傳說
- GOGO美食王

### 線上遊戲
- 三國群英傳Online
- 三國群英傳2.5 Online
- 神州Online
- 萌谷帝國 Online
- 新絕代雙驕Online
- 新絕代雙驕2 Online
- 天使之戀online
- 天使之戀2online
- 搓麻將Online
- 火鳳三國Online
- 魔域Online
- 槍神Online
- 英雄紀元 Online
- 英雄传说 晓之轨迹
- 英雄传说 闪之轨迹 北方战役
- Let’s Vegas Slots
- 三國群英傳 M
- 三國群英傳-霸王之業
- 三國群英傳-戰略版
- sin 七大罪
- 幻想三國誌
- 世紀群英傳
- 三國群英傳-鴻鵠霸業
- 東方幻想エクリプス
- 神州M
- Final Fantasy XIV

### Final Fantasy XIV 正體中文版
- Final Fantasy XIV 於 2025 年初宣布進入營運準備狀態，並於三月三十日在台灣舉辦媒體與玩家見面會。

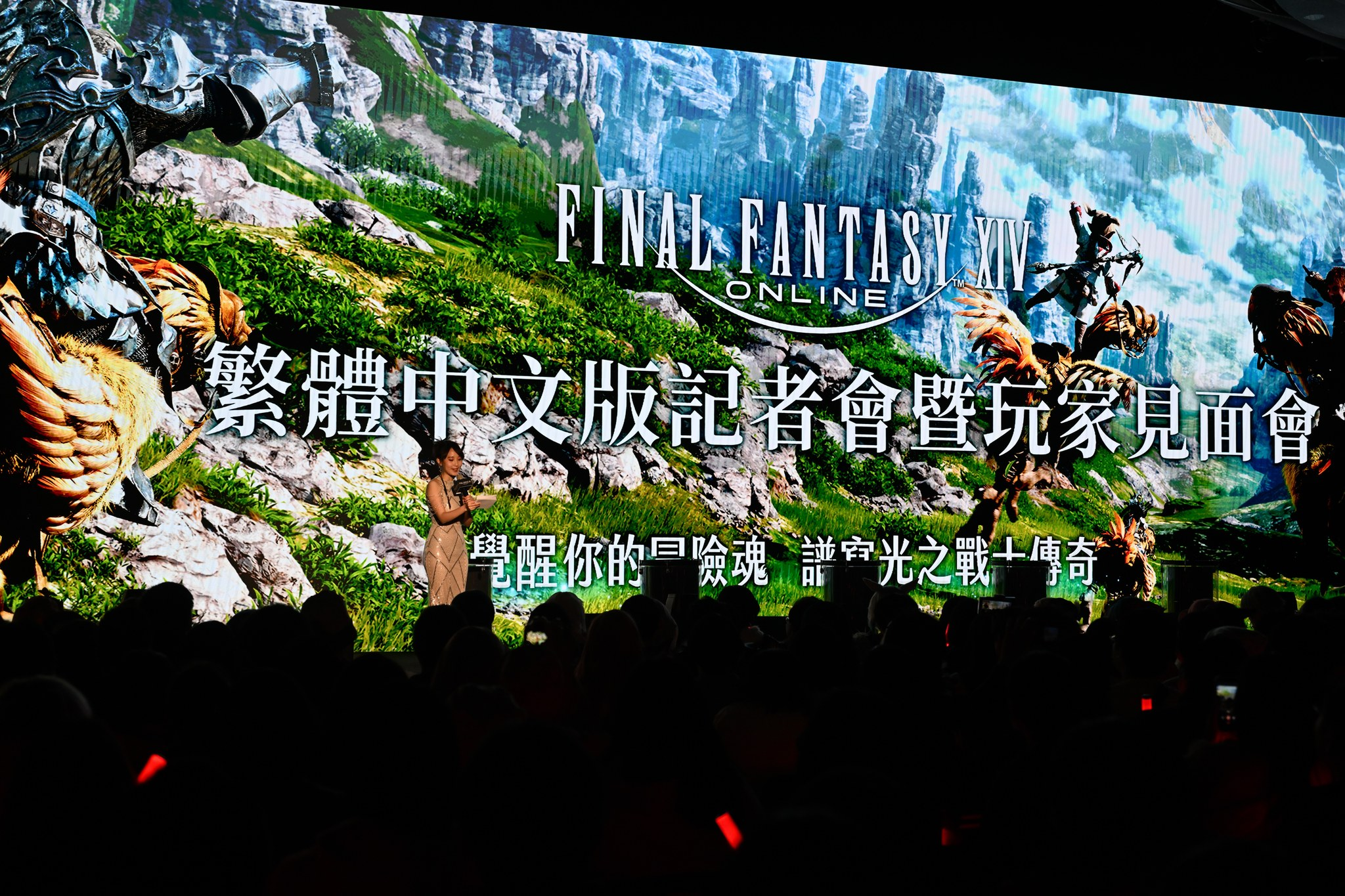
FFXIV Traditional Chinese Announcement Event

### 結束營運遊戲
- 萌谷帝國 Online
- 鐵金剛少女Z Online
- 霸蒼天 Online
- 火鳳三國 Web Card Game2014/10/31
- 幻想三國誌異傳停運日期2015/9/25
- 三國群英傳web停運日期2015/10/01
- 超魔導大戰 Online停運日期2015/11/26
- 魔導英雄傳Z停運日期2016/06/17
- LINE 新魔導英雄傳停運日期2016/06/17
- 三國群英傳 Mobile停運日期2016/06/27
- 英雄紀元 online停運日期2016/10/01
- 九藏喵大冒險停運日期2017/01/01

## 外部連結
- 官方网站  